# شيخ مبينغ
شيخ مبينغ (بالفرنسية: Cheikh M'Bengue)‏ (مواليد 23 يوليو 1988 في تولوز - فرنسا) لاعب كرة قدم سنغالي يلعب حاليا لصالح نادي الدرجة الأولى تولوز الفرنسي منذ 1996 في مركز الظهير الأيسر .

## روابط خارجية
- شيخ مبينغ على موقع الاتحاد الدولي (مؤرشف)  (الإنجليزية)
- شيخ مبينغ على موقع رابطة كرة القدم الفرنسية للمحترفين (الإنجليزية)
- شيخ مبينغ على موقع قاعدة بيانات كرة القدم.إي يو (الإنجليزية)
- شيخ مبينغ على موقع ناشيونال فوتبول تيمز (الإنجليزية)
- شيخ مبينغ على موقع Soccerway.com (الإنجليزية)
- شيخ مبينغ على موقع AS.com (الإسبانية)